# Dasychira maculata
Dasychira maculata är en fjärilsart som beskrevs av Wichgraf 1921. Dasychira maculata ingår i släktet Dasychira och familjen tofsspinnare. Inga underarter finns listade i Catalogue of Life.